# Senatori della legislatura 2012-2016 della Romania
Questo elenco riporta i nomi dei senatori della legislatura 2012-2016 della Romania dopo le elezioni parlamentari del 2012 per gruppo parlamentare di adesione nella "composizione storica".

## Riepilogo della composizione

### Riepilogo dei seggi alle liste
Di seguito tabella riassuntiva del numero dei mandati assegnati a ciascun partito e coalizione ad inizio legislatura.
| Liste                          | Liste                                             | Seggi |
| ------------------------------ | ------------------------------------------------- | ----- |
|                                | Partito Social Democratico                        | 59    |
|                                | Partito Nazionale Liberale                        | 50    |
|                                | Partito Conservatore                              | 8     |
|                                | Unione Nazionale per il Progresso della Romania   | 5     |
| Totale Unione Social-Liberale  | Totale Unione Social-Liberale                     | 122   |
|                                | Partito Democratico Liberale                      | 22    |
|                                | Forza Civica                                      | 1     |
|                                | Partito Nazionale Contadino Cristiano Democratico | 1     |
| Totale Alleanza Romania Giusta | Totale Alleanza Romania Giusta                    | 24    |
|                                | Partito del Popolo-Dan Diaconescu                 | 21    |
|                                | Unione Democratica Magiara di Romania             | 9     |
| Totale                         | Totale                                            | 176   |

### Riepilogo dei gruppi parlamentari
Di seguito tabella riassuntiva del numero dei mandati suddivisi per gruppo parlamentare ad inizio e fine legislatura e al 1º gennaio di ogni anno.
| Gruppi parlamentari | Gruppi parlamentari                             | Inizio | 2013 | 2014 | 2015 | 1º gen. 2016 | 1º feb. 2016 | Fine | Differenza tra fine e inizio legislatura |
| ------------------- | ----------------------------------------------- | ------ | ---- | ---- | ---- | ------------ | ------------ | ---- | ---------------------------------------- |
|                     | Partito Social Democratico                      | 64     | 64   | 74   | 80   | 81           | 60           | 65   | +1                                       |
|                     | Partito Nazionale Liberale                      | 50     | 50   | 50   | 39   | 58           | 58           | 50   | -                                        |
|                     | Partito Democratico Liberale                    | 24     | 24   | 23   | 20   | -            | -            | -    | -24                                      |
|                     | Partito del Popolo-Dan Diaconescu               | 21     | 21   | 8    | -    | -            | -            | -    | -21                                      |
|                     | Unione Democratica Magiara di Romania           | 9      | 9    | 8    | 8    | 8            | 8            | 7    | -2                                       |
|                     | Gruppo parlamentare liberale conservatore       | 8      | 8    | 8    | 15   | 13           | 13           | 17   | +9                                       |
|                     | Unione Nazionale per il Progresso della Romania | -      | -    | -    | -    | -            | 21           | -    | -                                        |
|                     | Non iscritti                                    | -      | -    | 1    | 6    | 5            | 5            | 16   | +16                                      |
| Totale              | Totale                                          | 176    | 176  | 172  | 168  | 165          | 165          | 155  | -21                                      |

## Gruppi parlamentari

### Partito Social Democratico
Fino al 1º febbraio 2016 composto anche dai membri dell'Unione Nazionale per il Progresso della Romania.

#### Presidente
- Mihai Fifor (dal 21 ottobre 2015)
- Ilie Sârbu (fino al 20 ottobre 2015)

#### Vicepresidenti
- Laurențiu Florian Coca
- Viorel Chiriac (dall'11 aprile 2016)
- Doina Federovici (dal 1º settembre 2015)
- Marian Pavel (dal 1º settembre 2014)
- Doina Silistru (dal 1º settembre 2014 all'11 aprile 2016)
- Haralambie Vochițoiu (dal 3 febbraio 2014 al 1º febbraio 2016)
- Nicolae Mohanu (dal 17 settembre 2014 al 1º settembre 2015)
- Viorel Arcaș (fino al 17 settembre 2014)
- Alexandru Cordoș (fino al 1º settembre 2014)
- Sorin Constantin Lazăr (fino al 1º settembre 2014)

#### Segretari
- Ioan Deneș (dall'11 aprile 2016)
- Viorel Chiriac (dal 1º settembre 2014 all'11 aprile 2016)
- Matei Suciu (fino al 1º settembre 2014)

#### Membri
- Ecaterina Andronescu
- Adrian Anghel
- Viorel Arcaș
- Leonardo Badea
- Niculae Bădălău
- Trifon Belacurencu
- Neculai Bereanu
- Florian Bodog
- Marius Sorin Ovidiu Bota
- Ionel Daniel Butunoi
- Valentin Gigel Calcan
- Ioan Chelaru
- Viorel Chiriac
- Laurențiu Florian Coca
- Florin Constantinescu
- Alexandru Cordoș
- Titus Corlățean
- Gabriela Crețu
- Ovidiu Liviu Donțu
- Cristian Dumitrescu
- Aurel Duruț
- Doina Federovici
- Mihai Fifor
- Petru Filip
- Petru Alexandru Frătean
- Sorin Constantin Lazăr
- Alexandru Mazăre
- Augustin Constantin Mitu
- Nicolae Moga
- Nicolae Mohanu
- Șerban Nicolae
- Ștefan Radu Oprea
- Marian Pavel
- Gheorghe Pop
- Liviu Pop
- Florian Popa
- Ion Rotaru
- Georgică Severin
- Doina Silistru
- Timotei Stuparu
- Matei Suciu
- Dan Șova
- Constantin Tămagă
- Eugen Teodorovici
- Șerban Valeca
- Florea Voinea
- Iulian Cristache (dal 18 settembre 2013 al 1º febbraio 2016 e dal 4 ottobre 2016)
- Ioan Iovescu (dal 27 aprile 2015 al 1º febbraio 2016 e dal 1º settembre 2016)
- Ionel Agrigoroaiei (dal 12 dicembre 2013 all'11 giugno 2014, dal 24 febbraio 2015 al 1º febbraio 2016 e dal 28 giugno 2016)
- Dumitru Marcel Bujor (dal 3 febbraio 2014 al 1º febbraio 2016 e dal 28 giugno 2016)
- Octavian Liviu Bumbu (fino al 1º febbraio 2016 e dal 28 giugno 2016)
- Marin Burlea (dal 17 novembre 2014 al 1º febbraio 2016 e dal 28 giugno 2016)
- Lucian Iliescu (dal 1º settembre 2015 al 1º febbraio 2016 e dal 28 giugno 2016)
- Dan Aurel Ioniță (dall'8 ottobre 2013 al 2 febbraio 2015 e dal 28 giugno 2016)
- Florina Ruxandra Jipa (dall'11 dicembre 2013 al 1º febbraio 2016 e dal 28 giugno 2016)
- Ion Simeon Purec (dal 3 febbraio 2014 al 1º febbraio 2016 e dal 28 giugno 2016)
- Cătălin Croitoru (fino al 2 febbraio 2015 e dal 21 settembre 2015)
- Sorin Ilieșiu (dal 1º aprile 2015)
- Mihnea Costoiu (dall'11 giugno 2014)
- Ioan Deneș (dal 3 marzo 2014)
- Florinel Dumitrescu (dal 5 novembre 2013)
- Florinel Butnaru (dall'8 ottobre 2013)
- Marius Coste (dall'8 ottobre 2013)
- Nicolae Marin (dal 1º ottobre 2013)
- Leonard Cadăr (dal 23 settembre 2013)
- Gabriela Firea (fino al 22 giugno 2016)
- Gabriel Mutu (fino al 22 giugno 2016)
- Daniel Savu (fino al 5 aprile 2016)
- Victor Mocanu (fino all'8 marzo 2016)
- Gheorghe Saghian (fino al 1º marzo 2016)
- Sebastian Grapă (dal 1º giugno 2015 al 1º febbraio 2016)
- Marius Ovidiu Isăilă (dal 24 febbraio 2014 al 1º febbraio 2016)
- Neagu Mihai (dall'11 marzo 2014 al 18 febbraio 2015 e dal 15 giugno 2015 al 1º febbraio 2016)
- Petru Șerban Mihăilescu (fino al 1º febbraio 2016)
- Ilie Năstase (dal 1º settembre 2015 al 1º febbraio 2016)
- Gabriel Oprea (fino al 1º febbraio 2016)
- Teiu Păunescu (dal 18 novembre 2014 al 1º febbraio 2016)
- Mihai Ciprian Rogojan (dal 18 novembre 2014 al 1º febbraio 2016)
- Constantin Popa (dal 9 dicembre 2013 al 1º febbraio 2016)
- Ion Toma (fino al 1º febbraio 2016)
- Marian Vasiliev (dal 12 dicembre 2013 al 1º febbraio 2016)
- Haralambie Vochițoiu (dal 3 febbraio 2014 al 1º febbraio 2016)
- Ilie Sârbu (fino al 20 ottobre 2015)
- Darius Vâlcov (fino al 26 maggio 2015)
- Mircea Geoană (fino al 2 febbraio 2015)
- Dan Tătaru (fino al 2 febbraio 2015)
- Vasile Cosmin Nicula (fino al 6 ottobre 2014)
- Damian Drăghici (fino al 23 giugno 2014)
- Ștefan Stoica (dal 22 ottobre 2013 al 4 febbraio 2014)
- Toni Greblă (fino al 18 dicembre 2013)
- Valer Marian (fino al 27 maggio 2013)

### Partito Nazionale Liberale

#### Presidente
- Ion Popa (dal 2 febbraio 2015)
- Puiu Hașotti (fino al 2 febbraio 2015)

#### Vicepresidenti
- Mariana Câmpeanu (dal 1º settembre 2015)
- Dorin Mircea Dobra (dal 2 febbraio 2015)
- Dumitru Oprea (dal 2 febbraio 2015)
- Emil Marius Pașcan (dal 2 febbraio 2015)
- Octavian Motoc (dal 2 febbraio 2015 al 1º settembre 2016)
- Tudor Barbu (dal 2 febbraio 2015 al 1º settembre 2015)
- Doina Anca Tudor (dal 2 settembre 2013 al 2 febbraio 2015)
- Akos Daniel Mora (fino al 18 novembre 2014)
- Liviu Titus Pașca (fino al 1º settembre 2014)
- Valeriu Victor Boeriu (fino al 2 settembre 2013)

#### Segretari
- Mărinică Dincă (dal 2 febbraio 2015)
- Dorin Mircea Dobra (dal 1º settembre 2014 al 2 febbraio 2015)
- Nicolae Nasta (fino al 1º settembre 2014)

#### Membri
- Crin Antonescu
- Ben-Oni Ardelean
- Teodor Atanasiu
- Cătălin Boboc
- Cristian Petru Bodea
- Valeriu Victor Boeriu
- Mariana Câmpeanu
- Tudor Chiuariu
- Marin Adrănel Cotescu
- Ioan Cristina
- Dorin Mircea Dobra
- Corneliu Dobrițoiu
- Iulian Dumitrescu
- Viorel Grigoraș
- Puiu Hașotti
- Paul Ichim
- Dragoș Luchian
- Octavian Motoc
- Nicolae Neagu
- Marius Neculoiu
- Marius Petre Nicoară
- Marius Lucian Obreja
- Mariu Ovidiu Oprea
- Ion Popa
- Mihaela Popa
- Nelu Tătaru
- Ștefan Liviu Tomoiagă
- Nazare Eugen Țapu
- Mihai Ciprian Rogojan (dal 13 giugno 2016)
- Cristian Dănuț Mihai (dall'8 giugno 2015)
- Liviu Titus Pașca (fino al 1º settembre 2014 e dal 17 febbraio 2015)
- Corneliu Popescu (dall'11 febbraio 2015)
- Viorel Riceard Badea (dal 2 febbraio 2015)
- Marius Bălu (dal 2 febbraio 2015)
- Vasile Blaga (dal 2 febbraio 2015)
- Anca Boagiu (dal 2 febbraio 2015)
- Mărinică Dincă (dal 2 febbraio 2015)
- Daniel Cristian Florian (dal 2 febbraio 2015)
- Găvrilă Ghilea (dal 2 febbraio 2015)
- Traian Constantin Igaș (dal 2 febbraio 2015)
- Dan Mihai Marian (dal 2 febbraio 2015)
- Dumitru Oprea (dal 2 febbraio 2015)
- Emil Marius Pașcan (dal 2 febbraio 2015)
- Alexandru Pereș (dal 2 febbraio 2015)
- Nicolae Vlad Popa (dal 2 febbraio 2015)
- Cristian Rădulescu (dal 2 febbraio 2015)
- Valeriu Todirașcu (dal 2 febbraio 2015)
- Tudor Barbu (dal 3 marzo 2014)
- Vasilica Steliana Miron (dall'11 febbraio 2014)
- Dorin Păran (fino al 26 settembre 2016)
- Andrei Liviu Volosevici (dal 5 febbraio 2015 al 26 settembre 2016)
- Ion Ariton (dal 2 febbraio 2015 al 1º settembre 2016)
- Gheorghe Flutur (dal 2 febbraio 2015 al 1º luglio 2016)
- Alin Tișe (dal 2 febbraio 2015 al 1º luglio 2016)
- Doina Anca Tudor (fino al 7 giugno 2016)
- Gigi Christian Chiru (dal 2 febbraio 2015 al 12 aprile 2016)
- Ionuț Elie Zisu (fino all'8 febbraio 2016)
- Remus Daniel Nițu (fino al 3 febbraio 2016)
- Dumitru Dian Popescu (fino al 21 dicembre 2015)
- Lucian Iliescu (fino al 1º settembre 2015)
- Varujan Vosganian (fino al 1º settembre 2014)
- Mihai Răzvan Ungureanu (dal 2 febbraio 2015 al 1º luglio 2015)
- Sebastian Grapă (fino al 1º giugno 2015)
- Ioan Ghișe (fino al 24 novembre 2014)
- Akos Daniel Mora (fino al 18 novembre 2014)
- Marin Burlea (fino al 17 novembre 2014)
- Sorin Roșca Stănescu (fino al 7 ottobre 2014)
- Daniel Barbu (fino al 1º settembre 2014)
- Petru Ehegartner (fino al 1º settembre 2014)
- Nicolae Nasta (fino al 1º settembre 2014)
- Victor Ciorbea (fino all'8 aprile 2014)
- Iosif Secășan (fino all'8 aprile 2014)
- Sorin Ilieșiu (fino al 10 marzo 2014)
- Călin Popescu Tăriceanu (fino al 10 marzo 2014)
- Ioan Deneș (fino al 3 marzo 2014)

### Partito Democratico Liberale
Composto anche dai membri di Forza Civica e Partito Nazionale Contadino Cristiano Democratico. Disciolto il 2 febbraio 2015 dopo la fusione con il Partito Nazionale Liberale.

#### Presidente
- Dumitru Oprea (dal 3 febbraio 2014 al 2 febbraio 2015)
- Cristian Rădulescu (fino al 3 febbraio 2014)

#### Vicepresidenti
- Mihai Răzvan Ungureanu (fino al 2 febbraio 2015)
- Emil Marius Pașcan (dal 3 febbraio 2014 al 2 febbraio 2015)
- Daniel Cristian Florian (dal 3 febbraio 2014 al 2 febbraio 2015)
- Dumitru Oprea (fino al 3 febbraio 2014)

#### Segretari
- Mărinică Dincă (fino al 2 febbraio 2015)

#### Membri
- Ion Ariton (fino al 2 febbraio 2015)
- Viorel Riceard Badea (fino al 2 febbraio 2015)
- Marius Bălu (fino al 2 febbraio 2015)
- Vasile Blaga (fino al 2 febbraio 2015)
- Anca Boagiu (fino al 2 febbraio 2015)
- Gigi Christian Chiru (fino al 2 febbraio 2015)
- Mărinică Dincă (fino al 2 febbraio 2015)
- Daniel Cristian Florian (fino al 2 febbraio 2015)
- Gheorghe Flutur (fino al 2 febbraio 2015)
- Găvrilă Ghilea (fino al 2 febbraio 2015)
- Traian Constantin Igaș (fino al 2 febbraio 2015)
- Dan Mihai Marian (fino al 2 febbraio 2015)
- Dumitru Oprea (fino al 2 febbraio 2015)
- Emil Marius Pașcan (fino al 2 febbraio 2015)
- Alexandru Pereș (fino al 2 febbraio 2015)
- Nicolae Vlad Popa (fino al 2 febbraio 2015)
- Cristian Rădulescu (fino al 2 febbraio 2015)
- Alin Tișe (fino al 2 febbraio 2015)
- Valeriu Todirașcu (fino al 2 febbraio 2015)
- Mihai Răzvan Ungureanu (fino al 2 febbraio 2015)
- Marius Ovidiu Isăilă (fino al 24 febbraio 2014)
- Mihai Ciprian Rogojan (fino al 3 febbraio 2014)
- Andrei Liviu Volosevici (fino al 3 febbraio 2014)
- Leonard Cadăr (fino al 15 aprile 2013)

### Partito del Popolo-Dan Diaconescu
Disciolto il 3 febbraio 2014.

#### Presidente
- Haralambie Vochițoiu (dal 4 febbraio 2013 al 3 febbraio 2014)
- Tudor Barbu (fino al 3 febbraio 2013)

#### Vicepresidenti
- Vasilica Steliana Miron (dal 4 febbraio 2013 al 3 febbraio 2014)
- Corneliu Popescu (dal 4 febbraio 2013 al 3 febbraio 2014)
- Constantin Popa (dal 4 febbraio 2013 al 9 dicembre 2013)
- Nicolae Marin (fino al 3 febbraio 2013)
- Dumitru Marcel Bujor (fino al 3 febbraio 2013)

#### Segretari
- Marius Coste (fino all'8 ottobre 2013)

#### Membri
- Dumitru Marcel Bujor (fino al 3 febbraio 2014)
- Ioan Iovescu (fino al 3 febbraio 2014)
- Vasilica Steliana Miron (fino al 3 febbraio 2014)
- Teiu Păunescu (fino al 3 febbraio 2014)
- Corneliu Popescu (fino al 3 febbraio 2014)
- Ion Simeon Purec (fino al 3 febbraio 2014)
- Haralambie Vochițoiu (fino al 3 febbraio 2014)
- Valer Marian (dal 25 giugno 2013 al 3 febbraio 2014)
- Ionel Agrigoroaiei (fino al 12 dicembre 2013)
- Marian Vasiliev (fino al 12 dicembre 2013)
- Florina Ruxandra Jipa (fino all'11 dicembre 2013)
- Constantin Popa (fino al 9 dicembre 2013)
- Florinel Dumitrescu (fino al 5 novembre 2013)
- Florinel Butnaru (fino all'8 ottobre 2013)
- Marius Coste (fino all'8 ottobre 2013)
- Dan Aurel Ioniță (fino all'8 ottobre 2013)
- Ștefan Stoica (fino al 22 ottobre 2013)
- Nicolae Marin (fino al 1º ottobre 2013)
- Iulian Cristache (fino al 18 settembre 2013)
- Antonie Solomon (fino al 20 settembre 2013)
- Tudor Barbu (fino al 17 giugno 2013)
- Cristian Dănuț Mihai (fino al 25 marzo 2013)

### Unione Democratica Magiara di Romania

#### Presidente
- Barna Tánczos (dal 1º settembre 2015)
- Béla Markó (fino al 1º settembre 2015)

#### Vicepresidenti
- Csaba Pataki (dal 1º settembre 2015 al 1º luglio 2016)
- Barna Tánczos (fino al 1º settembre 2015)

#### Segretari
- Laszlo Attila Klarik (dal 1º settembre 2015)
- Csaba Pataki (fino al 1º settembre 2015)

#### Membri
- Rozália Biró
- Laszlo Attila Klarik
- Attila Laszlo
- Béla Markó
- Barna Tánczos
- Alexandru Vegh
- Attila Verestóy
- Csaba Pataki (fino al 1º luglio 2016)
- Gergely Olosz (fino al 13 maggio 2016)

### Gruppo parlamentare liberale conservatore
Fino al 1º settembre 2014 composto dai membri del solo Partito Conservatore. Dal 1º settembre 2014 composto dai membri del Partito Conservatore e del Partito Liberale Riformatore e, quindi, dai membri dell'Alleanza dei Liberali e dei democratici, nome del nuovo partito politico nato dalla fusione tra PC e PLR.

#### Presidente
- Daniel Barbu (dal 22 marzo 2016)
- Dumitru Pelican (dal 2 settembre 2013 al 21 marzo 2016)
- Vasile Nistor (fino al 2 settembre 2013)

#### Vicepresidenti
- Eugen Durbacă
- Nicolae Nasta (dal 17 febbraio 2015)
- Cristian Dănuț Mihai (dal 1º giugno 2013 all'8 giugno 2015)
- Liviu Titus Pașca (dal 2 settembre 2014 al 16 febbraio 2015)

#### Segretari
- Cristiana Irina Anghel (dal 3 febbraio 2014)
- Neagu Mihai (fino al 16 dicembre 2013)

#### Membri
- Cristiana Irina Anghel
- Mircea Marius Banias
- Eugen Durbacă
- Vasile Nistor
- Mihai Niță
- Dorin Păran (dal 26 settembre 2016)
- Andrei Liviu Volosevici (dal 26 settembre 2016)
- Teiu Păunescu (dal 28 giugno 2016)
- Ion Ariton (dal 1º settembre 2016)
- Gigi Christian Chiru (dal 12 aprile 2016)
- Remus Daniel Nițu (dal 3 febbraio 2016 al 14 marzo 2016)
- Dumitru Dian Popescu (dal 21 dicembre 2015)
- Ioan Ghișe (dal 1º settembre 2015)
- Varujan Vosganian (dal 1º settembre 2015)
- Daniel Barbu (dal 2 settembre 2014)
- Petru Ehegartner (dal 2 settembre 2014)
- Nicolae Nasta (dal 2 settembre 2014)
- Călin Popescu Tăriceanu (dal 2 settembre 2014)
- Dumitru Pelican (fino 21 marzo 2016)
- Ilie Năstase (dal 10 giugno 2014 al 1º settembre 2015)
- Alfred Laurentiu Antonio Mihai (dal 10 giugno 2014 al 22 giugno 2015)
- Cristian Dănuț Mihai (dal 26 marzo 2013 all'8 giugno 2015)
- Sorin Ilieșiu (dal 2 settembre 2014 al 16 marzo 2015)
- Liviu Titus Pașca (dal 2 settembre 2014 al 16 febbraio 2015)
- Tudor Barbu (dal 18 giugno 2013 al 3 marzo 2014)
- Neagu Mihai (fino al 16 dicembre 2013)
- Dan Voiculescu (fino al 28 gennaio 2013)

### Unione Nazionale per il Progresso della Romania
Costituito il 1º febbraio 2016. Disciolto il 28 giugno 2016.

#### Presidente
- Haralambie Vochițoiu (fino al 28 giugno 2016)

#### Vicepresidenti
- Marius Ovidiu Isăilă (fino al 28 giugno 2016)
- Petru Șerban Mihăilescu (fino al 28 giugno 2016)
- Constantin Popa (fino al 28 giugno 2016)
- Mihai Ciprian Rogojan (fino al 9 maggio 2016)

#### Segretari
- Ioan Iovescu (fino al 28 giugno 2016)

#### Membri
- Dumitru Marcel Bujor (fino al 28 giugno 2016)
- Marin Burlea (fino al 28 giugno 2016)
- Iulian Cristache (fino al 28 giugno 2016)
- Sebastian Grapă (fino al 28 giugno 2016)
- Lucian Iliescu (fino al 28 giugno 2016)
- Ioan Iovescu (fino al 28 giugno 2016)
- Marius Ovidiu Isăilă (fino al 28 giugno 2016)
- Neagu Mihai (fino al 28 giugno 2016)
- Petru Șerban Mihăilescu (fino al 28 giugno 2016)
- Ilie Năstase (fino al 28 giugno 2016)
- Gabriel Oprea (fino al 28 giugno 2016)
- Constantin Popa (fino al 28 giugno 2016)
- Ion Simeon Purec (fino al 28 giugno 2016)
- Ion Toma (fino al 28 giugno 2016)
- Marian Vasiliev (fino al 28 giugno 2016)
- Haralambie Vochițoiu (fino al 28 giugno 2016)
- Florina Ruxandra Jipa (fino al 9 maggio 2016)
- Mihai Ciprian Rogojan (fino al 9 maggio 2016)
- Ionel Agrigoroaiei (fino al 26 aprile 2016)
- Teiu Păunescu (fino al 26 aprile 2016)
- Octavian Liviu Bumbu (fino al 25 aprile 2016)

### Non iscritti

#### Membri
- Marius Ovidiu Isăilă (dal 28 giugno 2016)
- Sebastian Grapă (dal 28 giugno 2016)
- Ilie Năstase (dal 28 giugno 2016)
- Constantin Popa (dal 28 giugno 2016)
- Ion Toma (dal 28 giugno 2016)
- Marian Vasiliev (dal 28 giugno 2016)
- Haralambie Vochițoiu (dal 28 giugno 2016)
- Neagu Mihai (dal 16 dicembre 2013 all'11 marzo 2014, dal 18 febbraio 2015 al 15 giugno 2015 e dal 28 giugno 2016)
- Daniel Savu (dal 5 aprile 2016)
- Dumitru Pelican (dal 21 marzo 2016)
- Victor Mocanu (dall'8 marzo 2016)
- Gheorghe Saghian (dal 1º marzo 2016)
- Alfred Laurentiu Antonio Mihai (dal 22 giugno 2015)
- Mircea Geoană (dal 2 febbraio 2015)
- Dan Tătaru (dal 2 febbraio 2015)
- Valer Marian (dal 3 febbraio 2014)
- Iulian Cristache (dal 28 giugno 2016 al 4 ottobre 2016)
- Gabriel Oprea (dal 28 giugno 2016 al 3 ottobre 2016)
- Ioan Iovescu (dal 3 febbraio 2014 al 27 aprile 2015 e dal 28 giugno 2016 al 1º settembre 2016)
- Petru Șerban Mihăilescu (dal 28 giugno 2016 al 1º settembre 2016)
- Ionel Agrigoroaiei (dall'11 giugno 2014 al 24 febbraio 2015 e dal 26 aprile 2016 al 28 giugno 2016)
- Octavian Liviu Bumbu (dal 25 aprile 2016 al 28 giugno 2016)
- Dan Aurel Ioniță (dal 2 febbraio 2015 al 28 giugno 2016)
- Florina Ruxandra Jipa (dal 9 maggio 2016 al 28 giugno 2016)
- Teiu Păunescu (dal 3 febbraio 2014 al 18 novembre 2014 e dal 26 aprile 2016 al 28 giugno 2016)
- Mihai Ciprian Rogojan (dal 3 febbraio 2014 al 18 novembre 2014 e dal 9 maggio 2016 al 13 giugno 2016)
- Cătălin Croitoru (dal 2 febbraio 2015 al 21 settembre 2015)
- Ioan Ghișe (dal 24 novembre 2014 al 1º settembre 2015)
- Sorin Ilieșiu (dal 10 marzo 2014 al 2 settembre 2014 e dal 16 marzo 2015 al 1º aprile 2015)
- Corneliu Popescu (dal 3 febbraio 2014 all'11 febbraio 2015)
- Andrei Liviu Volosevici (dal 3 febbraio 2014 al 5 febbraio 2015)
- Călin Popescu Tăriceanu (dal 10 marzo 2014 al 2 settembre 2014)
- Vasilica Steliana Miron (dal 3 febbraio 2014 all'11 febbraio 2014)
- Leonard Cadăr (dal 15 aprile 2013 al 23 settembre 2013)

## Modifiche intervenute

### Modifiche intervenute nella composizione del Senato
- Il 28 gennaio 2013 Dan Voiculescu (Gruppo parlamentare liberale conservatore) si dimette, rinunciando all'immunità parlamentare, mettendosi a disposizione dei procuratori nell'inchiesta in cui è indagato[1].
- Il 13 maggio 2013 Gergely Olosz (Unione Democratica Magiara di Romania) si dimette reclamando pressioni esterne riguardanti il suo rinvio a giudizio in un'inchiesta per corruzione[2].
- Il 20 settembre 2013 Antonie Solomon (Partito del Popolo-Dan Diaconescu) viene destituito dopo essere stato condannato in via definitiva per corruzione[3].
- Il 18 dicembre 2013 Toni Greblă (Partito Social Democratico) si dimette dopo essere stato nominato giudice della Corte costituzionale della Romania[4].
- Il 4 febbraio 2014 Ștefan Stoica (Partito Social Democratico) muore. Il seggio rimane vacante.
- L'8 aprile 2014 Victor Ciorbea (Partito Nazionale Liberale) si dimette dopo essere stato nominato membro del consiglio direttivo dell'Autorità di Sorveglianza Finanziaria (ASF)[5].
- L'8 aprile 2014 Iosif Secășan (Partito Nazionale Liberale) si dimette dopo essere stato rinviato a giudizio in un'inchiesta per corruzione[6].
- Il 10 giugno 2014 a Dan Voiculescu (Gruppo parlamentare liberale conservatore), dimessosi il 28 gennaio 2013, subentra Ilie Năstase (Gruppo parlamentare liberale conservatore).
- Il 10 giugno 2014 a Victor Ciorbea (Partito Nazionale Liberale), dimessosi l'8 aprile 2014, subentra Alfred Laurentiu Antonio Mihai (Gruppo parlamentare liberale conservatore).
- L'11 giugno 2014 a Toni Greblă (Partito Social Democratico), dimessosi il 18 dicembre 2013, subentra Mihnea Cosmin Costoiu (Partito Social Democratico).
- Il 23 giugno 2014 Damian Drăghici (Partito Social Democratico) si dimette dopo essere stato eletto al Parlamento europeo.
- Il 6 ottobre 2014 Vasile Cosmin Nicula (Partito Social Democratico) si dimette dopo essere stato nominato vicepresidente della Corte dei conti[7].
- Il 7 ottobre 2014 Sorin Roșca Stănescu (Partito Nazionale Liberale) viene destituito dopo essere stato condannato in via definitiva per abuso di informazioni privilegiate[8].
- Il 18 novembre 2014 Akos Daniel Mora (Partito Nazionale Liberale) si dimette dopo la constatazione dell'incompatibilità della posizione di consigliere del distretto di Mureș e di direttore di una società privata che aveva ricevuto un appalto dal consiglio del distretto, in base ad una sentenza del 2013 dell'Alta corte di cassazione e giustizia, che stabiliva l'interdizione alle cariche pubbliche per tre anni[9][10].
- Il 26 maggio 2015 Darius Vâlcov (Partito Social Democratico) si dimette dopo essere stato inserito nel registro degli indagati in un'inchiesta per corruzione[11].
- Il 1º luglio 2015 Mihai Răzvan Ungureanu (Partito Nazionale Liberale) si dimette dopo essere stato nominato direttore del Serviciul de Informații Externe[12].
- Il 20 ottobre 2015 Ilie Sârbu (Partito Social Democratico) si dimette dopo essere stato nominato vicepresidente dell'autorità di audit della Corte dei conti[13].
- L'8 febbraio 2016 Ionuț Elie Zisu (Partito Nazionale Liberale) si dimette dopo essere stato rinviato a giudizio in un'inchiesta per evasione fiscale[14].
- Il 14 marzo 2016 Remus Daniel Nițu (Gruppo parlamentare liberale conservatore) si dimette ritirandosi dalla vita politica[15].
- Il 7 giugno 2016 Doina Anca Tudor (Partito Nazionale Liberale) si dimette dopo essere stata rinviata a giudizio in un'inchiesta per corruzione[16].
- Il 22 giugno 2016 Gabriela Firea (Partito Social Democratico) si dimette dopo essere stato eletto sindaco di Bucarest.
- Il 22 giugno 2016 Gabriel Mutu (Partito Social Democratico) si dimette dopo essere stato eletto sindaco del Settore 6 di Bucarest.
- Il 1º luglio 2016 Gheorghe Flutur (Partito Nazionale Liberale) si dimette dopo essere stato eletto presidente del consiglio del distretto di Suceava.
- Il 1º luglio 2016 Alin Tișe (Partito Nazionale Liberale) si dimette dopo essere stato eletto presidente del consiglio del distretto di Cluj.
- Il 1º luglio 2016 Csaba Pataki (Unione Democratica Magiara di Romania) si dimette dopo essere stato eletto presidente del consiglio del distretto di Satu Mare.
- Il 1º settembre 2016 Petru Șerban Mihăilescu (Non iscritti) si dimette per motivi personali[17].
- Il 3 ottobre 2016 Gabriel Oprea (Non iscritti) si dimette, rinunciando all'immunità parlamentare, mettendosi a disposizione dei procuratori nell'inchiesta in cui è indagato[18].

### Modifiche intervenute nella composizione dei gruppi

#### Partito Social Democratico
- Il 27 maggio 2013 lascia il gruppo Valer Marian, che aderisce al gruppo del Partito del Popolo-Dan Diaconescu.
- Il 18 settembre 2013 aderisce al gruppo Iulian Cristache, proveniente dal gruppo del Partito del Popolo-Dan Diaconescu.
- Il 23 settembre 2013 aderisce al gruppo Leonard Cadăr, proveniente dal gruppo dei Non iscritti.
- Il 1º ottobre 2013 aderisce al gruppo Nicolae Marin, proveniente dal gruppo del Partito del Popolo-Dan Diaconescu.
- L'8 ottobre 2013 aderiscono al gruppo Florinel Butnaru, Marius Coste, Dan Aurel Ioniță, provenienti dal gruppo del Partito del Popolo-Dan Diaconescu.
- Il 22 ottobre 2013 aderisce al gruppo Ștefan Stoica, proveniente dal gruppo del Partito del Popolo-Dan Diaconescu.
- Il 5 novembre 2013 aderisce al gruppo Florinel Dumitrescu, proveniente dal gruppo del Partito del Popolo-Dan Diaconescu.
- Il 9 dicembre 2013 aderisce al gruppo Constantin Popa, proveniente dal gruppo del Partito del Popolo-Dan Diaconescu.
- L'11 dicembre 2013 aderisce al gruppo Florina Ruxandra Jipa, proveniente dal gruppo del Partito del Popolo-Dan Diaconescu.
- Il 12 dicembre 2013 aderiscono al gruppo Ionel Agrigoroaiei e Marian Vasiliev, provenienti dal gruppo del Partito del Popolo-Dan Diaconescu.
- Il 18 dicembre 2013 Toni Greblă (Partito Social Democratico) si dimette dopo essere stato nominato giudice della Corte costituzionale della Romania[4].
- Il 3 febbraio 2014 aderiscono al gruppo Dumitru Marcel Bujor, Ion Simeon Purec e Haralambie Vochițoiu, provenienti dal disciolto gruppo del Partito del Popolo-Dan Diaconescu.
- Il 4 febbraio 2014 Ștefan Stoica (Partito Social Democratico) muore. Il seggio rimane vacante.
- Il 24 febbraio 2014 aderisce al gruppo Marius Ovidiu Isăilă, proveniente dal gruppo del Partito Democratico Liberale.
- Il 3 marzo 2014 aderisce al gruppo Ioan Deneș, proveniente dal gruppo del Partito Nazionale Liberale.
- L'11 marzo 2014 aderisce al gruppo Neagu Mihai, proveniente dal gruppo dei Non iscritti.
- L'11 giugno 2014 a Toni Greblă (Partito Social Democratico), dimessosi il 18 dicembre 2013, subentra Mihnea Cosmin Costoiu (Partito Social Democratico).
- L'11 giugno 2014 lascia il gruppo Ionel Agrigoroaiei, che aderisce al gruppo dei Non iscritti.
- Il 23 giugno 2014 Damian Drăghici (Partito Social Democratico) si dimette dopo essere stato eletto al Parlamento europeo.
- Il 6 ottobre 2014 Vasile Cosmin Nicula (Partito Social Democratico) si dimette dopo essere stato nominato vicepresidente della Corte dei conti[7].
- Il 17 novembre 2014 aderisce al gruppo Marin Burlea, proveniente dal gruppo del Partito Nazionale Liberale.
- Il 18 novembre 2014 aderiscono al gruppo Teiu Păunescu e Mihai Ciprian Rogojan, provenienti dal gruppo dei Non iscritti.
- Il 2 febbraio 2015 lasciano il gruppo Cătălin Croitoru, Mircea Geoană, Dan Aurel Ioniță e Dan Tătaru che aderiscono al gruppo dei Non iscritti.
- Il 18 febbraio 2015 lascia il gruppo Neagu Mihai, che aderisce al gruppo dei Non iscritti.
- Il 24 febbraio 2015 aderisce al gruppo Ionel Agrigoroaiei, proveniente dal gruppo dei Non iscritti.
- Il 1º aprile 2015 aderisce al gruppo Sorin Ilieșiu, proveniente dal gruppo dei Non iscritti.
- Il 27 aprile 2015 aderisce al gruppo Ioan Iovescu, proveniente dal gruppo dei Non iscritti.
- Il 26 maggio 2015 Darius Vâlcov (Partito Social Democratico) si dimette dopo essere stato inserito nel registro degli indagati in un'inchiesta per corruzione[11].
- Il 1º giugno 2015 aderisce al gruppo Sebastian Grapă, proveniente dal gruppo del Partito Nazionale Liberale.
- Il 15 giugno 2015 aderisce al gruppo Neagu Mihai, proveniente dal gruppo dei Non iscritti.
- Il 1º settembre 2015 aderiscono al gruppo Lucian Iliescu, proveniente dal gruppo del Partito Nazionale Liberale, e Ilie Năstase, proveniente dal gruppo parlamentare liberale conservatore.
- Il 21 settembre 2015 aderisce al gruppo Cătălin Croitoru, proveniente dal gruppo dei Non iscritti.
- Il 20 ottobre 2015 Ilie Sârbu (Partito Social Democratico) si dimette dopo essere stato nominato vicepresidente dell'autorità di audit della Corte dei conti[13].
- Il 1º febbraio 2016 si costituisce il gruppo parlamentare dell'Unione Nazionale per il Progresso della Romania. Per aderirvi lasciano il gruppo Ionel Agrigoroaiei, Dumitru Marcel Bujor, Octavian Liviu Bumbu, Marin Burlea, Iulian Cristache, Sebastian Grapă, Lucian Iliescu, Ioan Iovescu, Marius Ovidiu Isăilă, Florina Ruxandra Jipa, Neagu Mihai, Petru Șerban Mihăilescu, Ilie Năstase, Gabriel Oprea, Teiu Păunescu, Constantin Popa, Ion Simeon Purec, Mihai Ciprian Rogojan, Ion Toma, Marian Vasiliev e Haralambie Vochițoiu.
- Il 1º marzo 2016 lascia il gruppo Gheorghe Saghian, che aderisce al gruppo dei Non iscritti.
- L'8 marzo 2016 lascia il gruppo Victor Mocanu, che aderisce al gruppo dei Non iscritti.
- Il 5 aprile 2016 lascia il gruppo Daniel Savu, che aderisce al gruppo dei Non iscritti.
- Il 22 giugno 2016 Gabriela Firea (Partito Social Democratico) si dimette dopo essere stato eletto sindaco di Bucarest.
- Il 22 giugno 2016 Gabriel Mutu (Partito Social Democratico) si dimette dopo essere stato eletto sindaco del Settore 6 di Bucarest.
- Il 28 giugno 2016 aderiscono al gruppo Ionel Agrigoroaiei, Octavian Liviu Bumbu, Dan Aurel Ioniță e Florina Ruxandra Jipa, provenienti dal gruppo dei Non iscritti, Dumitru Marcel Bujor, Marin Burlea, Lucian Iliescu e Ion Simeon Purec, provenienti dal disciolto gruppo dell'Unione Nazionale per il Progresso della Romania.
- Il 1º settembre  2016 aderisce al gruppo Ioan Iovescu, proveniente dal gruppo dei Non iscritti.
- Il 4 ottobre 2016 aderisce al gruppo Iulian Cristache, proveniente dal gruppo dei Non iscritti.

#### Partito Nazionale Liberale
- L'11 febbraio 2014 aderisce al gruppo Vasilica Steliana Miron, proveniente dal gruppo dei Non iscritti.
- Il 3 marzo 2014 aderisce al gruppo Tudor Barbu, proveniente dal gruppo parlamentare liberale conservatore. Lascia il gruppo Ioan Deneș, che aderisce al gruppo del Partito Social Democratico.
- Il 10 marzo 2014 lasciano il gruppo Sorin Ilieșiu e Călin Popescu Tăriceanu, che aderiscono al gruppo dei Non iscritti.
- L'8 aprile 2014 Victor Ciorbea (Partito Nazionale Liberale) si dimette dopo essere stato nominato membro del consiglio direttivo dell'Autorità di Sorveglianza Finanziaria (ASF)[5].
- L'8 aprile 2014 Iosif Secășan (Partito Nazionale Liberale) si dimette dopo essere stato rinviato a giudizio in un'inchiesta per corruzione[6].
- Il 1º settembre 2014 lasciano il gruppo Daniel Barbu, Petru Ehegartner, Nicolae Nasta, Liviu Titus Pașca, che aderiscono al gruppo parlamentare liberale conservatore.
- Il 7 ottobre 2014 Sorin Roșca Stănescu (Partito Nazionale Liberale) viene destituito dopo essere stato condannato in via definitiva per abuso di informazioni privilegiate[8].
- Il 17 novembre 2014 lascia il gruppo Marin Burlea, che aderisce al gruppo del Partito Social Democratico.
- Il 18 novembre 2014 Akos Daniel Mora (Partito Nazionale Liberale) si dimette dopo la constatazione dell'incompatibilità della posizione di consigliere del distretto di Mureș e di direttore di una società privata che aveva ricevuto un appalto dal consiglio del distretto, in base ad una sentenza del 2013 dell'Alta corte di cassazione e giustizia, che stabiliva l'interdizione alle cariche pubbliche per tre anni[9][10].
- Il 24 novembre 2014 lascia il gruppo Ioan Ghișe, che aderisce al gruppo dei Non iscritti.
- Il 2 febbraio 2015 il gruppo del Partito Democratico Liberale si discioglie. Aderiscono al gruppo i senatori Ion Ariton, Dumitru Oprea, Emil Marius Pașcan, Mărinică Dincă, Viorel Riceard Badea, Marius Bălu, Vasile Blaga, Anca Boagiu, Gigi Cristian Chiru, Daniel Cristian Florea, Gheorghe Flutur, Găvrilă Ghilea, Traian Constantin Igaș, Dan Mihai Marian, Alexandru Pereș, Nicolae Vlad Popa, Cristian Rădulescu, Alin Tișe, Valeriu Todirașcu e Mihai Răzvan Ungureanu.
- Il 5 febbraio 2015 aderisce al gruppo Andrei Liviu Volosevici, proveniente dal gruppo dei Non iscritti.
- L'11 febbraio 2015 aderisce al gruppo Corneliu Popescu, proveniente dal gruppo dei Non iscritti.
- Il 17 febbraio 2015 aderisce al gruppo Liviu Titus Pașca, proveniente dal gruppo parlamentare liberale conservatore.
- Il 1º giugno 2015 lascia il gruppo Sebastian Grapă, che aderisce al gruppo del Partito Social Democratico.
- L'8 giugno 2015 aderisce al gruppo Cristian Dănuț Mihai, proveniente dal gruppo parlamentare liberale conservatore.
- Il 1º luglio 2015 Mihai Răzvan Ungureanu (Partito Nazionale Liberale) si dimette dopo essere stato nominato direttore del Serviciul de Informații Externe[12].
- Il 1º settembre 2015 lasciano il gruppo Lucian Iliescu, che aderisce al gruppo del Partito Social Democratico, e Varujan Vosganian, che aderisce al gruppo parlamentare liberale conservatore.
- Il 21 dicembre 2015 lascia il gruppo Dumitru Dian Popescu, che aderisce al gruppo parlamentare liberale conservatore.
- Il 3 febbraio 2016 lascia il gruppo Remus Daniel Nițu, che aderisce al gruppo parlamentare liberale conservatore.
- L'8 febbraio 2016 Ionuț Elie Zisu (Partito Nazionale Liberale) si dimette dopo essere stato rinviato a giudizio in un'inchiesta per evasione fiscale[14].
- Il 12 aprile 2016 lascia il gruppo Gigi Christian Chiru, che aderisce al gruppo parlamentare liberale conservatore.
- Il 7 giugno 2016 Doina Anca Tudor (Partito Nazionale Liberale) si dimette dopo essere stata rinviata a giudizio in un'inchiesta per corruzione[16].
- Il 13 giugno 2016 aderisce al gruppo Mihai Ciprian Rogojan, proveniente dal gruppo dei Non iscritti.
- Il 1º luglio 2016 Gheorghe Flutur (Partito Nazionale Liberale) si dimette dopo essere stato eletto presidente del consiglio del distretto di Suceava.
- Il 1º luglio 2016 Alin Tișe (Partito Nazionale Liberale) si dimette dopo essere stato eletto presidente del consiglio del distretto di Cluj.
- Il 1º settembre 2016 lascia il gruppo Daniel Savu, che aderisce al gruppo parlamentare liberale conservatore.
- Il 26 settembre 2016 lasciano il gruppo Dorin Păran e Andrei Liviu Volosevici, che aderiscono al gruppo parlamentare liberale conservatore.

#### Partito Democratico Liberale
- Il 15 aprile 2013 lascia il gruppo Leonard Cădar, che aderisce al gruppo dei Non iscritti.
- Il 3 febbraio 2014 lasciano il gruppo Mihai Ciprian Rogojan e Andrei Liviu Volosevici, che aderisce al gruppo dei Non iscritti.
- Il 24 febbraio 2014 lascia il gruppo Marius Ovidiu Isăilă, che aderisce al gruppo del Partito Social Democratico.
- Il 2 febbraio 2015 il gruppo si discioglie. I senatori Ion Ariton, Dumitru Oprea, Emil Marius Pașcan, Mărinică Dincă, Viorel Riceard Badea, Marius Bălu, Vasile Blaga, Anca Boagiu, Gigi Cristian Chiru, Daniel Cristian Florea, Gheorghe Flutur, Găvrilă Ghilea, Traian Constantin Igaș, Dan Mihai Marian, Alexandru Pereș, Nicolae Vlad Popa, Cristian Rădulescu, Alin Tișe, Valeriu Todirașcu e Mihai Răzvan Ungureanu aderiscono al gruppo del Partito Nazionale Liberale.

#### Partito del Popolo-Dan Diaconescu
- Il 25 marzo 2013 lascia il gruppo Cristian Dănuț Mihai, che aderisce al gruppo parlamentare liberale conservatore.
- Il 17 giugno 2013 lascia il gruppo Tudor Barbu, che aderisce al gruppo parlamentare liberale conservatore.
- Il 25 giugno 2013 aderisce al gruppo Valer Marian, proveniente dal gruppo del Partito Social Democratico.
- Il 18 settembre 2013 lascia il gruppo Iulian Cristache, che aderisce al gruppo del Partito Social Democratico.
- Il 20 settembre 2013 Antonie Solomon (Partito del Popolo-Dan Diaconescu) viene destituito dopo essere stato condannato in via definitiva per corruzione[3].
- Il 1º ottobre 2013 lascia il gruppo Nicolae Marin, che aderisce al gruppo del Partito Social Democratico.
- L'8 ottobre 2013 lasciano il gruppo Florinel Butnaru, Marius Coste e Dan Aurel Ioniță, che aderiscono al gruppo del Partito Social Democratico.
- Il 22 ottobre 2013 lascia il gruppo Ștefan Stoica, che aderisce al gruppo del Partito Social Democratico.
- Il 5 novembre 2013 lascia il gruppo Florinel Dumitrescu, che aderisce al gruppo del Partito Social Democratico.
- Il 9 dicembre 2013 lascia il gruppo Constantin Popa, che aderisce al gruppo del Partito Social Democratico.
- L'11 dicembre 2013 lascia il gruppo Florina Ruxandra Jipa, che aderisce al gruppo del Partito Social Democratico.
- Il 12 dicembre 2013 lasciano il gruppo Ionel Agrigoroaiei e Marian Vasiliev, che aderiscono al gruppo del Partito Social Democratico.
- Il 3 febbraio 2014 il gruppo si discioglie. I senatori Ioan Iovescu, Valer Marian, Vasilica Steliana Miron, Teiu Păunescu e Corneliu Popescu aderiscono al gruppo dei Non iscritti. I senatori Dumitru Marcel Bujor, Ion Simeon Purec e Haralambie Vochițoiu aderiscono al gruppo del Partito Social Democratico.

#### Unione Democratica Magiara di Romania
- Il 13 maggio 2013 Gergely Olosz (Unione Democratica Magiara di Romania) si dimette reclamando pressioni esterne riguardanti il suo rinvio a giudizio in un'inchiesta per corruzione[2].
- Il 1º luglio 2016 Csaba Pataki (Unione Democratica Magiara di Romania) si dimette dopo essere stato eletto presidente del consiglio del distretto di Satu Mare.

#### Gruppo parlamentare liberale conservatore
- Il 28 gennaio 2013 Dan Voiculescu (Gruppo parlamentare liberale conservatore) si dimette, rinunciando all'immunità parlamentare, mettendosi a disposizione dei procuratori nell'inchiesta in cui è indagato[1].
- Il 26 marzo 2013 aderisce al gruppo Dănuț Cristian Mihai, proveniente dal gruppo del Partito del Popolo-Dan Diaconescu.
- Il 18 giugno 2013 aderisce al gruppo Tudor Barbu, proveniente dal gruppo del Partito del Popolo-Dan Diaconescu.
- Il 16 dicembre 2013 lascia il gruppo Neagu Mihai, che aderisce al gruppo dei Non iscritti.
- Il 3 marzo 2014 lascia il gruppo Tudor Barbu, che aderisce al gruppo del Partito Nazionale Liberale.
- Il 10 giugno 2014 a Dan Voiculescu (Gruppo parlamentare liberale conservatore), dimessosi il 28 gennaio 2013, subentra Ilie Năstase (Gruppo parlamentare liberale conservatore).
- Il 10 giugno 2014 a Victor Ciorbea (Partito Nazionale Liberale), dimessosi l'8 aprile 2014, subentra Alfred Laurentiu Antonio Mihai (Gruppo parlamentare liberale conservatore).
- Il 2 settembre 2014 aderiscono al gruppo Călin Popescu Tăriceanu, Sorin Ilieșiu, provenienti dal gruppo dei Non iscritti, Daniel Barbu, Petru Ehegartner, Nicolae Nasta e Liviu Titus Pașca, provenienti dal gruppo del Partito Nazionale Liberale.
- Il 16 febbraio 2015 lascia il gruppo Liviu Titus Pașca, che aderisce al gruppo del Partito Nazionale Liberale.
- Il 16 marzo 2015 lascia il gruppo Sorin Ilieșiu, che aderisce al gruppo dei Non iscritti.
- L'8 giugno 2015 lascia il gruppo Dănuț Cristian Mihai, che aderisce al gruppo del Partito Nazionale Liberale.
- Il 22 giugno 2015 lascia il gruppo Alfred Laurentiu Antonio Mihai, che aderisce al gruppo dei Non iscritti.
- Il 1º settembre 2015 aderiscono al gruppo Ioan Ghișe, proveniente dal gruppo dei Non iscritti, e Varujan Vosganian, proveniente dal gruppo del Partito Nazionale Liberale. Lascia il gruppo Ilie Năstase, che aderisce al gruppo del Partito Social Democratico.
- Il 21 dicembre 2015 aderisce al gruppo Dumitru Dian Popescu, proveniente dal gruppo del Partito Nazionale Liberale.
- Il 3 febbraio 2016 aderisce al gruppo Remus Daniel Nițu, proveniente dal gruppo del Partito Nazionale Liberale.
- Il 14 marzo 2016 Remus Daniel Nițu (Gruppo parlamentare liberale conservatore) si dimette ritirandosi dalla vita politica[15].
- Il 21 marzo 2016 lascia il gruppo Dumitru Pelican, che aderisce al gruppo dei Non iscritti.
- Il 12 aprile 2016 aderisce al gruppo Gigi Christian Chiru, proveniente dal gruppo del Partito Nazionale Liberale.
- Il 28 giugno 2016 aderisce al gruppo Teiu Păunescu, proveniente dal gruppo dei Non iscritti.
- Il 1º settembre 2016 aderisce al gruppo Ion Ariton, proveniente dal gruppo del Partito Nazionale Liberale.
- Il 26 settembre 2016 aderiscono al gruppo Dorin Păran e Andrei Liviu Volosevici, provenienti dal gruppo del Partito Nazionale Liberale.

#### Unione Nazionale per il Progresso della Romania
- Il 1º febbraio 2016 si costituisce il gruppo parlamentare dell'Unione Nazionale per il Progresso della Romania. Vi aderiscono Ionel Agrigoroaiei, Dumitru Marcel Bujor, Octavian Liviu Bumbu, Marin Burlea, Iulian Cristache, Sebastian Grapă, Lucian Iliescu, Ioan Iovescu, Marius Ovidiu Isăilă, Florina Ruxandra Jipa, Neagu Mihai, Petru Șerban Mihăilescu, Ilie Năstase, Gabriel Oprea, Teiu Păunescu, Constantin Popa, Ion Simeon Purec, Mihai Ciprian Rogojan, Ion Toma, Marian Vasiliev e Haralambie Vochițoiu, provenienti dal gruppo del Partito Social Democratico.
- Il 25 aprile 2016 lascia il gruppo Octavian Liviu Bumbu, che aderisce al gruppo dei Non iscritti.
- Il 26 aprile 2016 lasciano il gruppo Ionel Agrigoroaiei e Teiu Păunescu, che aderiscono al gruppo dei Non iscritti.
- Il 9 maggio 2016 lasciano il gruppo Florina Ruxandra Jipa e Mihai Ciprian Rogojan, che aderiscono al gruppo dei Non iscritti.
- Il 28 giugno 2016 il gruppo si discioglie. I senatori Iulian Cristache, Sebastian Grapă, Ioan Iovescu, Marius Ovidiu Isăilă, Neagu Mihai, Petru Șerban Mihăilescu, Ilie Năstase, Gabriel Oprea, Constantin Popa, Ion Toma, Marian Vasiliev e Haralambie Vochițoiu aderiscono al gruppo dei Non iscritti. I senatori Dumitru Marcel Bujor, Marin Burlea, Lucian Iliescu e Ion Simeon Purec aderiscono al gruppo del Partito Social Democratico.

#### Non iscritti
- Il 15 aprile 2013 aderisce alla componente Leonard Cadăr, proveniente dal gruppo del Partito Democratico Liberale.
- Il 23 settembre 2013 lascia la componente Leonard Cadăr, che aderisce al gruppo del Partito Social Democratico.
- Il 16 dicembre 2013 aderisce alla componente Neagu Mihai, proveniente dal gruppo parlamentare liberale conservatore.
- Il 3 febbraio 2014 si discioglie il gruppo del Partito del Popolo-Dan Diaconescu. Aderiscono alla componente Ioan Iovescu, Valer Marian, Vasilica Steliana Miron, Teiu Păunescu e Corneliu Popescu. Aderiscono alla componente anche Mihai Ciprian Rogojan e Andrei Liviu Volosevici, provenienti dal gruppo del Partito Democratico Liberale.
- L'11 febbraio 2014 lascia la componente Vasilica Steliana Miron, che aderisce al gruppo del Partito Nazionale Liberale.
- Il 10 marzo 2014 aderiscono alla componente Sorin Ilieșiu e Călin Popescu Tăriceanu, provenienti dal gruppo del Partito Nazionale Liberale.
- L'11 marzo 2014 lascia la componente Neagu Mihai, che aderisce al gruppo del Partito Social Democratico.
- L'11 giugno 2014 aderisce alla componente Ionel Agrigoroaiei, proveniente dal gruppo del Partito Social Democratico.
- Il 2 settembre 2014 lasciano la componente Sorin Ilieșiu e Călin Popescu Tăriceanu, che aderiscono al gruppo parlamentare liberale conservatore.
- Il 18 novembre 2014 lasciano la componente Teiu Păunescu e Mihai Ciprian Rogojan, che aderiscono al gruppo del Partito Social Democratico.
- Il 24 novembre 2014 aderisce alla componente Ioan Ghișe, proveniente dal gruppo del Partito Nazionale Liberale.
- Il 2 febbraio 2015 aderiscono alla componente Cătălin Croitoru, Mircea Geoană, Dan Aurel Ioniță e Dan Tătaru, provenienti dal gruppo del Partito Social Democratico.
- Il 5 febbraio 2015 lascia la componente Andrei Liviu Volosevici, che aderisce al gruppo del Partito Nazionale Liberale.
- L'11 febbraio 2015 lascia la componente Corneliu Popescu, che aderisce al gruppo del Partito Nazionale Liberale.
- Il 18 febbraio 2015 aderisce alla componente Neagu Mihai, proveniente dal gruppo del Partito Social Democratico.
- Il 24 febbraio 2015 lascia la componente Ionel Agrigoroaiei, che aderisce al gruppo del Partito Social Democratico.
- Il 16 marzo 2015 aderisce alla componente Sorin Ilieșiu, proveniente dal gruppo parlamentare liberale conservatore.
- Il 1º aprile 2015 lascia la componente Sorin Ilieșiu, che aderisce al gruppo del Partito Social Democratico.
- Il 27 aprile 2015 lascia la componente Ioan Iovescu, che aderisce al gruppo del Partito Social Democratico.
- Il 15 giugno 2015 lascia la componente Neagu Mihai, che aderisce al gruppo del Partito Social Democratico.
- Il 22 giugno 2015 aderisce alla componente Alfred Laurentiu Antonio Mihai, proveniente dal gruppo parlamentare liberale conservatore.
- Il 1º settembre 2015 lascia la componente Ioan Ghișe, che aderisce al gruppo parlamentare liberale conservatore.
- Il 21 settembre 2015 lascia la componente Cătălin Croitoru, che aderisce al gruppo del Partito Social Democratico.
- Il 1º marzo 2016 aderisce alla componente Gheorghe Saghian, proveniente dal gruppo del Partito Social Democratico.
- L'8 marzo 2016 aderisce alla componente Victor Mocanu, proveniente dal gruppo del Partito Social Democratico.
- Il 21 marzo 2016 aderisce alla componente Dumitru Pelican, proveniente dal gruppo parlamentare liberale conservatore.
- Il 5 aprile 2016 aderisce alla componente Daniel Savu, proveniente dal gruppo del Partito Social Democratico.
- Il 25 aprile 2016 aderisce alla componente Octavian Liviu Bumbu, proveniente dal gruppo dell'Unione Nazionale per il Progresso della Romania.
- Il 26 aprile 2016 aderiscono alla componente Ionel Agrigoroaiei e Teiu Păunescu, provenienti dal gruppo dell'Unione Nazionale per il Progresso della Romania.
- Il 9 maggio 2016 aderiscono alla componente Florina Ruxandra Jipa e Mihai Ciprian Rogojan, provenienti dal gruppo dell'Unione Nazionale per il Progresso della Romania.
- Il 13 giugno 2016 lascia la componente Mihai Ciprian Rogojan, che aderisce al gruppo del Partito Nazionale Liberale.
- Il 28 giugno 2016 si discioglie il gruppo dell'Unione Nazionale per il Progresso della Romania. Aderiscono alla componente Iulian Cristache, Sebastian Grapă, Ioan Iovescu, Marius Ovidiu Isăilă, Neagu Mihai, Petru Șerban Mihăilescu, Ilie Năstase, Gabriel Oprea, Constantin Popa, Ion Toma, Marian Vasiliev e Haralambie Vochițoiu.
- Il 28 giugno 2016 lasciano la componente Ionel Agrigoroaiei, Octavian Liviu Bumbu, Dan Aurel Ioniță e Florina Ruxandra Jipa, che aderiscono al gruppo del Partito Social Democratico, e Teiu Păunescu, che aderisce al gruppo parlamentare liberale conservatore.
- Il 1º settembre 2016 lascia la componente Ioan Iovescu, che aderisce al gruppo del Partito Social Democratico.
- Il 1º settembre 2016 Petru Șerban Mihăilescu (Non iscritti) si dimette per motivi personali[17].
- Il 3 ottobre 2016 Gabriel Oprea (Non iscritti) si dimette, rinunciando all'immunità parlamentare, mettendosi a disposizione dei procuratori nell'inchiesta in cui è indagato[18].
- Il 4 ottobre 2016 lascia la componente Iulian Cristache, che aderisce al gruppo del Partito Social Democratico.